# Selección de hockey sobre patines de Portugal
La selección de hockey sobre patines de Portugal es el equipo nacional que representa a Portugal en las competiciones internacionales organizadas por la FIRS (Campeonato del Mundo) y la CERS (Campeonato de Europa).
La portuguesa es la selección con mejor palmarés mundial. De hecho, es considerada tradicionalmente junto a la selección española la mejor selección del mundo de la especialidad. Es la selección deportiva de Portugal con más títulos de Campeones del Mundo, 16, y de Campeones de Europa, 20.

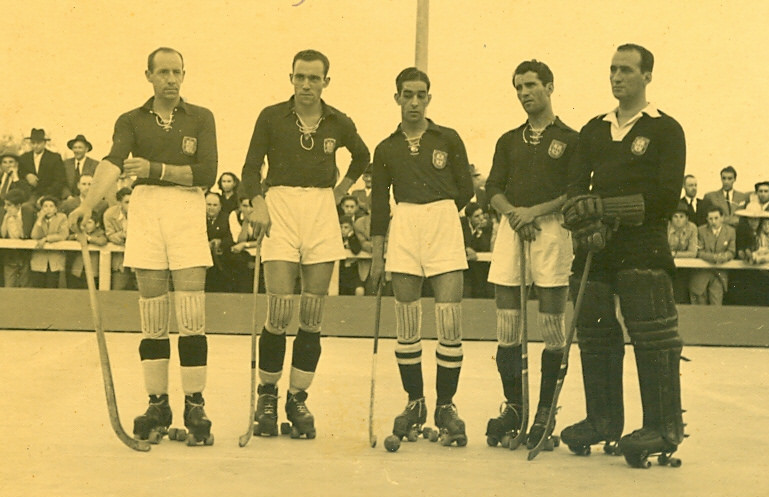
Selección de Portugal en el Mundial de 1952.

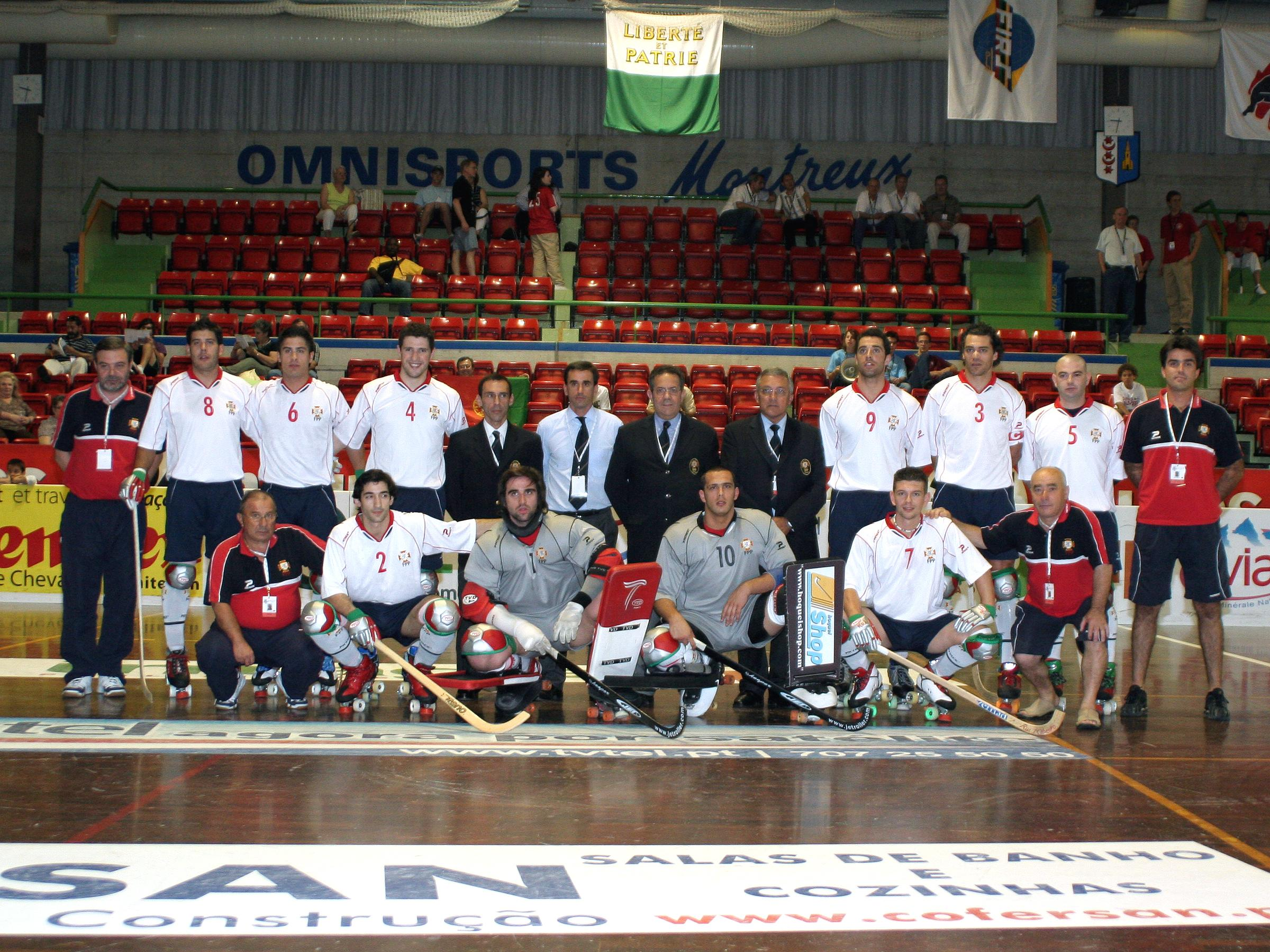
Selección de Portugal en el Mundial de 2007.

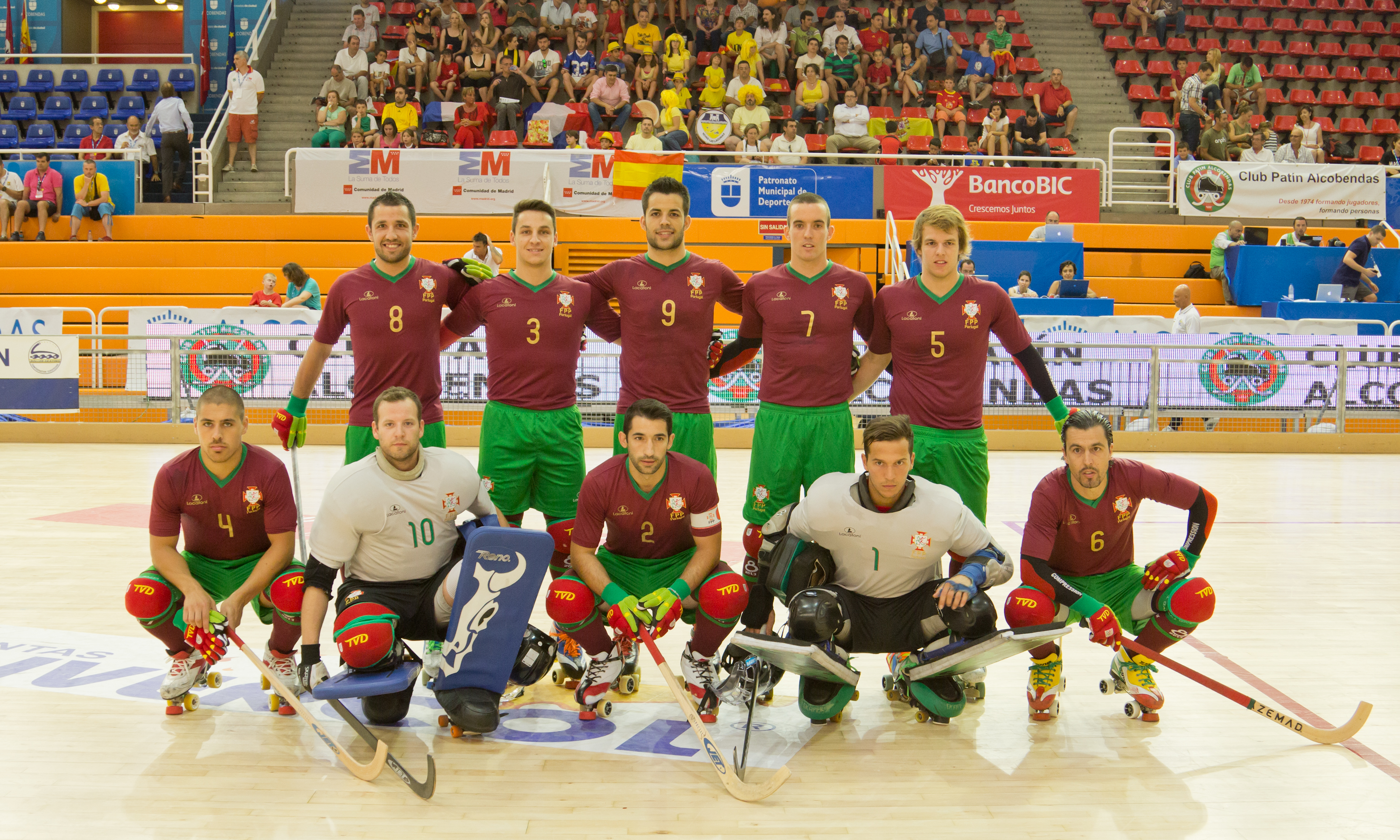
Selección de Portugal en el Europeo de 2014.

## Títulos
- Campeonato del Mundo - 1947, 1948, 1949, 1950, 1952, 1956, 1958, 1960, 1962, 1968, 1974, 1982, 1991, 1993, 2003, 2019 (16)
- Campeonato de Europa - 1947*, 1948*, 1949*, 1950*, 1952*, 1956*, 1959, 1961, 1963, 1965, 1967, 1971, 1973, 1975, 1977, 1987, 1992, 1994, 1996, 1998, 2016 (21) *también Campeonatos del Mundo
- Copa de las Naciones - 1948*, 1949, 1954, 1955, 1956, 1963, 1965, 1968, 1970, 1973, 1987, 1984, 1997, 2009, 2010, 2011, 2013, 2015, 2019 (19) *también Campeonatos del Mundo
- Copa Latina - 1957, 1959, 1960, 1961, 1962, 1988, 1989, 1998, 2001, 2002, 2002, 2008, 2014, 2016 (14)

## Integrantes
Según la convocatoria para el Campeonato europeo de hockey sobre patines masculino de 2014 de Alcobendas:
Cuerpo técnico
- Entrenador: Luis Sénica